# Lotte (conglomeraat)
Lotte Co., Ltd. is een chaebol, een conglomeraat dat zich bezighoudt met voedselproductie en diensten voor particulieren (retail). Het conglomeraat is actief in Japan en Zuid-Korea en werd in Tokio opgericht in juni 1948, door een Japanse zakenman van Koreaanse afkomst, genaamd Shin Kyuk-ho (신격호, Koreaans) of Takeo Shigemitsu (重光武雄, Japans). Met de oprichting van Lotte Confectionary Co., Ltd. in Seoel op 24 maart 1967 breidde Lotte zich uit naar Zuid-Korea. De familie Shin heeft nog steeds grote zeggenschap over het bedrijf.

## Bedrijfsprofiel
Lotte Group heeft de leiding over zestig ondernemingen die circa 60.000 mensen werk bieden in diverse sectoren, waaronder snoepproductie, dranken, toerisme, fastfood, retail, financiële services, chemicaliën, elektronica, ICT, bouw, uitgeverij en entertainment. De grootste ondernemingen van Lotte staan onder toezicht van de familie Shin in Japan en Zuid-Korea, met kantoren in China, India, Indonesië, Rusland, Pakistan, de Filipijnen, Polen, de Verenigde Staten en Vietnam. Als de omzet van de snoepfabrikanten van Lotte opgeteld wordt, zijn deze anno 2014 in Zuid-Korea de grootste verkoper van snoepgoed en in Japan de derde, na Meiji Seika en Ezaki Glico.
Op 31 december 2021 was de familie Shin de grootste aandeelhouder met 13,4% van de aandelen. Indirect houdt de familie nog een aandelenbelang van 28,3% waarmee de som uitkomst op 41,8% van het totaal. Verder is 32,5% van de aandelen in handen van het bedrijf en deze hebben geen sterecht. 

## Sectoren
De grootste belangen van de Lotte Group liggen in voedingsmiddelen, winkelen, financiële services, huisvesting, pretparken, hotels, handel, olie en sport.

### Voedingsmiddelen
- Lotte Confectionary
- Lotte Chilsung
- Lotte Samkang
- Lotteria
- E. Wedel

### Winkelen
- Lotte Duty Free
- Lotte Shopping
- Lotte Mart

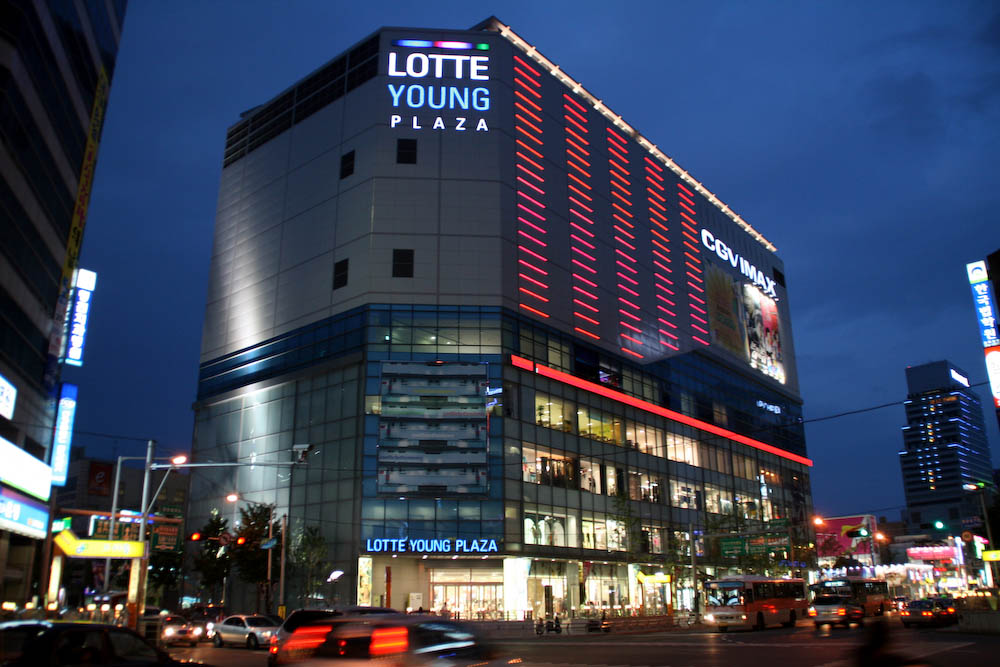
Lotte Shopping Plaza in Daegu, Zuid-Korea

- Lotte Department Store (het grootste warenhuis ter wereld, gelegen in Busan, Zuid-Korea)

### Financiële diensten
- Lotte Insurance
- Lotte Card
- Lotte Capital

### Huisvesting
- Lotte Castle High Rise Apartment Complex

### Pretparken
- Lotte Cinema
- Lotte World (het grootste indoor-pretpark ter wereld, gelegen in Seoel, Zuid-Korea)

### Hotels
- Lotte Super Tower 123, Seoel
- Busan Lotte Tower, Busan

### Handel
- Lotte International

### Olie
- Honam
- KP Chemical

### Sport
- Chiba Lotte Marines in Japan (1971-)
- Lotte Giants in Busan, Zuid-Korea (1982-)

## Onderzoek en ontwikkeling (R&D)
Zowel in Japan als Zuid-Korea heeft Lotte een eigen 'Research & Development'-afdeling
- Lotte Korea R&D Center - Yangpyeong-ro 19-gil, Yeongdeungpo-gu, Seoel
- Lotte Japan R&D Center - Saitama